# Xantharia floreni
Xantharia floreni är en spindelart som beskrevs av Christa L. Deeleman-Reinhold 200. Xantharia floreni ingår i släktet Xantharia och familjen sporrspindlar. Inga underarter finns listade i Catalogue of Life.